# Patriarchat (Soziologie)
Patriarchat (wörtlich „Herrschaft der Väter“, „Väterherrschaft“) beschreibt in der Soziologie, der Politikwissenschaft und verschiedenen Gesellschaftstheorien ein System von sozialen Beziehungen, maßgebenden Werten, Normen und Verhaltensmustern, das von Vätern und Männern geprägt, kontrolliert und repräsentiert wird. Von ähnlicher Bedeutung wie Patriarchat ist die wenig gebräuchliche Neubildung Androkratie, wörtlich „Herrschaft des Mannes“.

## Wortherkunft
Der Ausdruck „Patriarchat“ ist das Abstraktum zu Patriarch, abgeleitet von altgriechisch πατριάρχης patriárches „Stammvater eines Geschlechts, Urvater“; gebildet aus patḗr „Vater“ und -archēs „Oberhaupt“, zu árchein „der erste sein, Führer sein, herrschen“. Das Adjektiv patriarchalisch hat seit dem 19. Jahrhundert auch die Bedeutung „vaterrechtlich“ (vergleiche patrilinear).
In der ältesten bekannten griechischen Übersetzung der hebräischen Bibel, der Septuaginta, wird patriarches in der Bedeutung „Erzväter“ verwendet. Dementsprechend wurde die Bezeichnung „Patriarch“ im Mittelalter und in der frühen Neuzeit als Synonym für die Stammväter der Israeliten vor der Sintflut und danach bis zum Auszug aus Ägypten verwendet. Daraus erklärt sich die Assoziation von „Patriarch“ mit einem alten Mann, denn von den Stammvätern der Israeliten wird in der Bibel berichtet, dass sie ein sehr hohes Alter erreichten. Die von den Römern anerkannte Institution des jüdischen Patriarchats unter Führung eines „Nasi“ (Patriarchen) bestand vom 2. bis Anfang des 5. Jahrhunderts in Palästina. In der christlichen Kirche wird die Bezeichnung „Patriarch“ ebenfalls seit der Spätantike als Titel für einen hohen Metropoliten (Oberbischof) verwendet. Entsprechend heißen die von einem Patriarchen regierten Teilkirchen oder Kirchenprovinzen „Patriarchate“.
Abgeleitet vom griechischen und römischen Recht wird als Patriarchat in der Familiensoziologie eine familiale Organisation verstanden, die dem männlichen Oberhaupt in Anlehnung an den pater familias als dem „Herrn des Hauses“ die rechtliche und ökonomische Macht und Verantwortung über die von ihm abhängigen Familienmitglieder zuschreibt.

## Geschichte
Der älteste griechische Text, der ein Patriarchat bezeugt, ist die Ilias von Homer. Laut Uwe Wesel war die griechische Demokratie „eine Männerdemokratie, die Unterdrückung der Frau ohne Beispiel in der damaligen Antike, besonders in Athen“. Plato schrieb, die Frauen seien „daran gewöhnt, verborgen und im Dunkel zu leben“. Das Theater durften sie nicht besuchen, und die Schauspieler waren immer Männer, mit Masken für die Frauenrollen. Die Männer waren also unter sich, wenn die Orestie des Aischylos aufgeführt wurde, die den Konflikt zwischen Mutterrecht und Vaterrecht behandelt. Angeklagt ist Orest, Agamemnons Sohn, der seine Mutter ermordet hat, um den Tod des Vaters zu rächen. Am Ende erklärt die Göttin Athene: „Drum wiegt für mich der Mord an einer Frau doch leichter, die den Mann erschlug.“ Weil ihre Stimme den Ausschlag gibt, wird Orest freigesprochen. Es muss aber auch erwähnt werden, dass die Familienplanung nicht abgelehnt wurde. Aristoteles schrieb: „Die Zahl der zu erzeugenden Kinder ist ja bestimmt. Wenn aber Eheleute durch die Beiwohnung noch weiteren Nachwuchs über diese Grenze hinaus erzielen, so muss man diese Leibesfrüchte, bevor Gefühl und Leben in sie kommt, abtreiben“. Auch die römische Gesellschaft war patriarchal organisiert. Der römische Mann hatte das Recht, seine Ehefrau wegen Untreue zu töten.
Die strikte Ablehnung der Empfängnisverhütung und der Abtreibung, die im 4. Jahrhundert zum Dogma wurde, war ein Rückschritt im Vergleich zur liberalen Haltung, die in der Antike herrschte. Das Gebären und Aufziehen von Kindern wurde zur wichtigsten Aufgabe der Frau (Pronatalismus). Die Reformation und der Humanismus änderten daran nichts, wie auch die folgenden Zitate zeigen. In Bezug auf den zu seiner Zeit noch häufigen Tod einer Mutter im Kindbett schrieb Martin Luther 1522: „Ob sie sich aber auch müde und zuletzt tot tragen, das schadet nicht. Lass (sie sich) nur tot tragen, sie sind darum da. Es ist besser kurz gesund denn lange ungesund leben“. Und der englische Humanist Thomas Morus ließ seinen Idealstaat Utopia fordern, dass die Frauen verheiratet werden, sobald sie körperlich ausgereift sind. Einer drohenden Übervölkerung sollte durch Auswanderung und Gründung von Kolonien begegnet werden.
Im 20. Jahrhundert verlangten die Interessen vor allem der Konsumgüterindustrie in den kapitalistischen Ländern ein neues Frauenbild. Die Frau wurde nun als Käuferin von Konsumgütern und Haushaltsgeräten umworben, und dazu diente der von Betty Friedan beschriebene „Weiblichkeitswahn“. Mit ihm hat das Patriarchat sich an die veränderten Verhältnisse angepasst. Aber auch als Arbeitskräfte in traditionellen Männerberufen wurden Frauen verstärkt benötigt, vor allem in und nach den Kriegszeiten.
Warum das Patriarchat die Jahrtausende überdauert hat, wurde erst spät untersucht. In Fortführung einer Theorie von Antonio Gramsci, wonach jede stabile Herrschaft auf die zumindest partielle Zustimmung und Mitarbeit der Beherrschten angewiesen ist, schrieb die marxistische Feministin Frigga Haug: „Die einzelnen Frauen finden selbstverständlich […] die gesellschaftlichen Verhältnisse […] zunächst fertig vor. Aber diese Strukturen existieren nur weiter, wenn sie von denen, die in ihnen leben, immer wieder hergestellt werden“.

## Patriarchat als politische Legitimationsform
Robert Filmer verwendet in seiner im 17. Jahrhundert abgefassten staatstheoretischen Abhandlung Patriarcha den Ausdruck „Patriarchat“ für eine gottgegebene Autorität, die von Vätern an den ältesten Sohn vererbt werden kann. Auf dieser Basis beruht nach Filmer die Legitimität aller politischen Herrschaft. Die Schrift ist als Rechtfertigung des Gottesgnadentums und des Absolutismus zu verstehen.
Die Überwindung des biblischen Patriarchatsbegriffes zeigt sich zum ersten Mal in der politischen Ideengeschichte als „Emanzipation der Söhne“ Ende des 17. Jahrhunderts bei John Locke, der väterliche Gewalt als Staatsbegründung ablehnte. Als Entgegnung auf Filmer argumentierte Locke, dass die Gewalt des Vaters über den Sohn als Gewalt der Eltern über die Kinder zu verstehen sei. In seiner Neubegründung politischer Gewalt nehmen die Brüder die politische Stellung des Vaters ein, wobei Locke die Emanzipation der Frau vom Mann jedoch ausschloss.
Die Politikwissenschaftlerin Carole Pateman bezeichnet dies als „Geschlechtervertrag“ (sexual contract) zwischen Männern, der in dieser Form nicht nur ein vormodernes Phänomen sei, sondern das moderne „brüderliche“ Patriarchat begründe.

## Patriarchat als evolutionäre Entwicklungsstufe
Mit der Entwicklung der Anthropologie im 19. Jahrhundert und evolutionistischen Theorien, die alternative Erklärungsmuster zur biblischen Schöpfungsgeschichte und Chronologie anboten, kamen ab 1860 Vorstellungen einer unilinearen stufenweisen Entwicklung der Menschheit und ihrer sozialen Organisation auf, die sich schnell verbreiteten. Auf der Suche nach dem Ursprung der Zivilisation postulierten Johann Jakob Bachofen (Das Mutterrecht) und Henry Sumner Maine (Ancient Law) das Patriarchat als zivilisatorische Errungenschaft von Männern, dem nach Bachofen ein ursprüngliches Mutterrecht oder Matriarchat vorausgegangen war. Bachofen historisierte das Geschlechterverhältnis und stellte die Naturgegebenheit der patriarchalen Familienordnung und das Verhältnis der Geschlechter in Frage. Er hatte dabei keine Kritik am patriarchalen Geschlechtermodell beabsichtigt, sondern vielmehr, dieses zu legitimieren (siehe auch: Geschichte der Matriarchatstheorien). Damit wurden mit dem Begriff Patriarchat erstmals die Beziehungen zwischen Frauen und Männern in den Blick genommen. Und je nachdem, wie man die vermutete evolutionäre Entwicklung als Ganzes und die zeitgenössischen gesellschaftlichen Verhältnisse bewertete, wurde das Patriarchat oder das Matriarchat als jeweils höhere oder niedrigere Entwicklungsstufe menschlicher Gesellschaftsordnung beurteilt.
Für Bachofen galt der angenommene Übergang vom Mutterrecht zum Vaterrecht als Durchbruch des geistig-männlichen Prinzips, mit dem das höchste Ziel menschlicher Entwicklung erreicht sei. Wie Bachofen nahm auch Lewis Henry Morgan ein ursprüngliches Mutterrecht an. Er war überzeugt, dass diese Gesellschaftsform Vorteile für Frauen aufwies, während der Übergang zur Patrilinearität mit negativen Folgen für die soziale Stellung der Frau verbunden gewesen sei.
Theoretiker des Sozialismus rezipierten Morgans und Bachofens Ideen vom Mutterrecht positiv. Im Gegensatz zu Bachofen beurteilte Friedrich Engels den fiktiven Umsturz des Mutterrechts als die „weltgeschichtliche Niederlage des weiblichen Geschlechts“. Die Frage, ob es sich beim Patriarchat um eine politische oder familiale Herrschaftsform handelt, entschieden sie zu Gunsten der familialen. In diesem Sinne ist Patriarchat als Merkmal der bürgerlichen Gesellschaft seitdem ein fester Bestandteil im Kontext marxistischer Weltanschauung und Wissenschaft. Darauf basierend kritisieren die Vertreter des Freudomarxismus (bzw. der kritischen Theorie) Erich Fromm (1932), Wilhelm Reich (1933) und Max Horkheimer (1936) die autoritäre Kindererziehung innerhalb der patriarchalen Familie zu einem gesellschaftlich autoritären Charakter als postulierte Grundbedingung zu faschistischen Systemen (siehe auch Studien über Autorität und Familie). Dieses Konzept der Reproduktion des autoritären Charakters aus der (patriarchalen) Familie als „Agentur der Gesellschaft“ wurde von der 1968er-Bewegung sowie in der modernen Kindheitssoziologie (siehe Konzept „Ordnungsfähigkeit“) aufgegriffen und werden darin als weiterhin gültig verstanden.
Marxistische Aktivistinnen der neuen (zweiten) Frauenbewegung beriefen sich insbesondere auf Friedrich Engels, der (frühe) akademische Feminismus übernahm Engels’ Thesen.

## Patriarchatsbegriff bei Max Weber
Als Patriarchat wird in der Herrschaftstypologie Max Webers (1864–1920) eine persönliche, auf Gewalt und Gehorsam beruhende Form der traditionalen Herrschaft klassifiziert. Dieser herkömmliche Patriatchatsbegriff wurde in den verschiedenen gesellschaftstheoretischen Debatten als zu eng kritisiert, da er nur für eine bestimmte historische Epoche gelte. Weber erklärte alle Herrschaftsbeziehungen durch Sozialisation und gesellschaftliche Verhältnisse mit Ausnahme der Beziehung zwischen Männern und Frauen, die er auf eine natürliche Geschlechterdifferenz zurückführte.

„Bei der Hausautorität sind uralte naturgewachsene Situationen die Quelle des auf Pietät ruhenden Autoritätsglaubens. Für alle Hausunterworfenen das spezifisch enge, persönliche, dauernde Zusammenleben im Hause mit seiner inneren und äußeren Schicksalgemeinschaft. Für das haushörige Weib die normale Ueberlegenheit der physischen und geistigen Spannkraft des Mannes.“

## Feministischer Patriarchatsbegriff
In der feministischen Theoriebildung seit den 1960er Jahren ging es darum, die Naturwüchsigkeit der Beziehung zwischen Männern und Frauen, wie von Weber vorausgesetzt, und damit der Nachrangigkeit von Frauen in Frage zu stellen. Die zweite Frauenbewegung weitete den Patriarchatbegriff auf die Bedeutung allgemeiner, nahezu global verbreiteter Männerdominanz aus und erweiterte ihn zu einem Synonym für ‚männliche Herrschaft und Unterdrückung der Frauen‘. Patriarchat wurde zu einem Sammelbegriff für Strukturen und Formen von Nachrangigkeit, Ausbeutung und direkter sowie symbolischer Gewalt, die Frauen betreffen, und zur Grundlage feministischer Theorie und Praxis.

„Patriarchat bedeutet wörtlich die Herrschaft von Vätern. Aber heute geht männliche Dominanz über die Herrschaft der Väter hinaus und schließt die Herrschaft von Ehemännern, von männlichen Vorgesetzten, von leitenden Männern in den meisten gesellschaftlichen Institutionen in Politik und Wirtschaft mit ein […] Das Konzept Patriarchat wurde durch die neue feministische Bewegung als ein Kampfbegriff wiederentdeckt, weil die Bewegung eine Bezeichnung brauchte, durch welche die Gesamtheit von bedrückenden und ausbeuterischen Beziehungen, die Frauen betreffen, sowie ihr systematischer Charakter ausgedrückt werden konnte. Außerdem zeigt der Begriff Patriarchat die historische und gesellschaftliche Dimension der Frauenausbeutung und Unterdrückung an, und ist so für biologistische Interpretationen weniger geeignet als zum Beispiel das Konzept der männlichen Dominanz.“

Patriarchat bezeichnet demnach zugleich ein analytisches Konzept und einen Zustand, den es zu bekämpfen und zu überwinden gilt. Als Schlüsselbegriff feministischer Theorie und sozialwissenschaftlicher Forschung gewann das Konzept Patriarchat an Bedeutung, um „Ungleichheiten und Diskriminierungen, die Frauen in den unterschiedlichen Lebenssphären betreffen, als Teile eines übergreifenden Phänomens zu erfassen.“

## Forschungskontroversen
Kate Millett skizzierte in ihrem Werk Sexual Politics (1969; deutsch: Sexus und Herrschaft) Umrisse einer „Patriarchatstheorie“, in der sie postulierte, die Verhältnisse zwischen den Geschlechtern als Herrschaftsverhältnis zu begreifen, da alle Macht von Geburt an in den Händen privilegierter Männer liege. Demgegenüber argumentierte die marxistische Soziologin Juliet Mitchell in ihrer Schrift The Woman’s Estate (1971), dass eine Theorie, die ein universales Patriarchat über alle Räume und Zeiten behauptet, für das Anliegen von Frauen, ihre politischen Rechte einzufordern, eher hinderlich sei. Eine feministische Geschichtsbetrachtung solle Frauen eine „eigene Geschichte“ zumessen, in der sie dem Patriarchat Widerstand geleistet hätten.
Ute Gerhard sieht die Stärken des Konzepts Patriarchat in seinem herrschaftsanalytischen und -kritischen Gehalt. Feministische Theorie brauche einen eigenständigen Begriff, um das Geschlechterverhältnis als Herrschaftsverhältnis zu beschreiben. Diese Annahme wurde insbesondere von Judith Butler kritisiert:

„Die politische Annahme, dass der Feminismus eine universale Grundlage haben müsse, die in einer quer durch die Kulturen existierenden Identität zu finden sei, geht häufig mit der Vorstellung einher, daß die Unterdrückung der Frauen eine einzigartige Form besitzt, die in der universalen oder hegemonialen Struktur des Patriarchats bzw. der männlichen Herrschaft auszumachen sei.“

Mit Hilfe des analytischen Konzepts Patriarchat hat es die britische Soziologin Sylvia Walby unternommen, die Benachteiligung von Frauen in allen zentralen Lebensbereichen in einer systematischen und zusammenfassenden Weise zu erklären und als empirische Realität in Geschichte und Gegenwart nachzuweisen. Um dem Begriff Patriarchat seine universalistischen und ahistorischen Tendenzen zu nehmen, kategorisierte sie sechs Strukturen, die aus ihrer Sicht durch die Unterdrückung und Ausbeutung von Frauen durch Männer bestimmt sind und von denen Frauen auf unterschiedliche Weise betroffen sein können: Beschäftigungssystem, Reproduktionsarbeit, Sexualität, Kultur, Gewalt und die staatliche Regelung von Geschlechterbeziehungen. Eva Cyba und die Politikwissenschaftlerin Marion Löffler kritisierten, dass der Kategorisierung die Annahme einer überwiegend passiven Rolle von Frauen zugrunde liege.
Seit Mitte der 1980er Jahre findet im feministischen Diskurs und in der Gesellschafts- und Geschlechterforschung eine Auseinandersetzung um das Theorem Patriarchat statt. Kritisiert wird, dass der Begriff nicht geeignet sei, die historischen und kulturübergreifenden Formen der Nachrangigkeit von Frauen angemessen zu erfassen, weil er häufig undifferenziert und ahistorisch verwendet werde.
Die Soziologin Eva Cyba argumentiert, dass dem Konzept Patriarchat ein grundlegender Mangel anhafte, da es die Aufmerksamkeit zu einseitig auf die Rolle von Männern und die von ihnen dominierten Strukturen lenke und es Konstellationen gebe, die von niemandem beabsichtigt, sondern „aufgrund ihrer Trägheit als selbstverständliche Tradition reproduziert werden.“ Eine Erklärung, wie es zur Reproduktion von Tradition kommt, lieferte bereits Max Weber. Darauf weist Heike Kahlert hin. Demnach beruht die Fügsamkeit der Gewaltunterworfenen bei der patriarchalen Herrschaft auf „dem Glauben an die Unverbrüchlichkeit des immer so Gewesenen als solchem“. Die Tatsache der traditionalen Herrschaft gehe „im Bewusstsein der Unterworfenen allem anderen voraus“. Frauen, so schlussfolgert Kahlert, wirken in dieser Sichtweise an der Aufrechterhaltung der Geschlechterhierarchie mit. Und es sei zu fragen, „welche Beiträge Frauen zur Reproduktion der bestehenden Geschlechterverhältnisse leisten […] und unter welchen Voraussetzungen sie ihre Zustimmung zur patriarchalen Herrschaft entziehen oder gar offen verweigern.“ So ermögliche Webers handlungstheoretische Sichtweise, die Aufmerksamkeit auch auf die Veränderbarkeit der Geschlechterverhältnisse zu lenken. Um die konkreten historischen und gegenwärtigen Ursachen und Wirkungsweisen von Unterdrückung und Benachteiligung von Frauen zu analysieren und zu erklären, müssen, so Cyba und Walby, zum Konzept Patriarchat weitere Spezifizierungen hinzukommen, beispielsweise die Verschränkung von patriarchalen Strukturen mit der (kapitalistischen) Wirtschaftsweise sowie die Rolle des Staates. Die Auseinandersetzung um den Patriarchatsbegriff verweise nach Heike Kahlert darauf, dass eine differenzierte Theorie geschlechtlicher Herrschaft in Vergangenheit und Gegenwart fehle. Auch die Soziologin Gudrun-Axeli Knapp plädiert dafür, an Stelle eines undifferenzierten Patriarchatsbegriffes die Debatte um die Theoretisierung von Macht und Herrschaft im Geschlechterverhältnis wieder aufzunehmen.

## Rezeption im Film
- Annabella Misuglio: L’aggettivo donna. Dokumentarfilm, Italien 1971: Kritik des Patriarchats in Italien: analysiert die doppelte Ausbeutung der Arbeiterinnen, die Isolation der Hausfrauen und die Abrichtung der in die Schulen eingesperrten, von den anderen Menschen getrennten Kindern.
- Paolo Taviani, Vittorio Taviani: Padre Padrone – Mein Vater, mein Herr. Spielfilm, Italien 1977, original Padre Padrone: preisgekrönter Film der Tavianis über die Unterdrückung eines Sohnes durch seinen Vater, nach dem autobiographischen Roman Padre padrone von Gavino Ledda 1975.